# تریبون سربازان

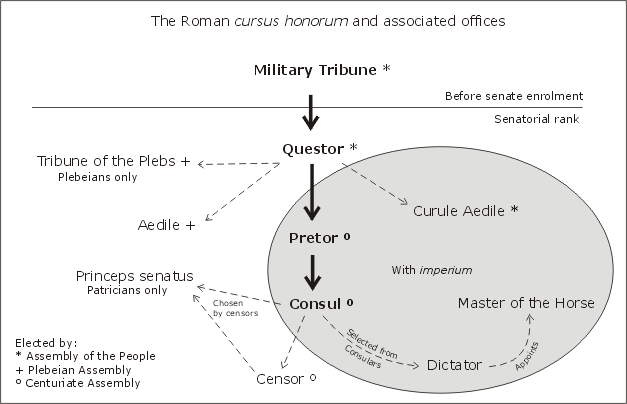
تریبونوس میلیتوم اثر موریل گوتروپ ۲۰۰۳

تریبونوس میلیتوم (به لاتین: Tribunus militum) به‌معنای «تریبون سربازان» یک افسر ارتش روم بود. وی را نباید با تریبون مردم یا تریبون سربازان دارای اقتدار کنسولی اشتباه گرفت. وقتی شهر روم تازه تأسیس شده‌بود، او تنها رهبر یک قبیله بود اما در دوران جمهوری روم هر لژیون شش تریبون را در خدمت خود داشت. پس از اصلاحات گایوس ماریوس در سال ۱۰۷ ق. م وظایف تریبون متحول شد و بیشترِ وظایفش سیاسی شده‌بود. با امپراتوری آگوستوس، تریبون سربازان درجه‌ای بالاتر از یک سنتوریون و پائینتر از یک لگاتوس داشت.